# MAN ÜL xx2
MAN ÜL xx2 – wysokopodłogowy autobus dalekobieżny i podmiejski produkcji MAN

## Historia
Został zaprezentowany podczas targów IAA w 1989 r . Model został opracowany z myślą o podwójnym zastosowaniu - spełnianiu roli regularnego autobusu liniowego i okazjonalnych przewozów turystycznych przy zachowaniu wysokiej wytrzymałości pojazdu. Do konstrukcji wykorzystano elementy (osie i prowadnice osi) znane z niskopodłogowych MAN NL 2x2 i nadwozie znane z turystycznych modeli FRH/SR. Na rynek wprowadzono dwie wersje silnikowe - ÜL 242 i ÜL 292. W 1993/4 r gama silnikowa uległa modernizacji, zastępując je modelami ÜL 272 i ÜL 312 spełniającymi normę Euro 1.W 1996 r. seria została zastąpiona modelami wchodzącymi w skład nowej generacji ÜL xx3, tj. ÜL 313 i ÜL 353..

## Dane techniczne
| Nazwa                      | ÜL 242 | ÜL 272 | ÜL 292 | ÜL 312 |
| -------------------------- | --- | --- | --- | --- |
| Silnik                     | 6-cylindrowy silnik rzędowy z konstrukcją podpodłogową; 12 litrów; opcjonalnie wyposażony w filtr cząstek stałych | 5-cylindrowy silnik rzędowy z konstrukcją podpodłogową; 10 litrów | (brak) | (brak) |
| Moc silnika                | 180 kW (245 KM) | 198 kW (270 KM) | 290 KM | 310 KM |
| Największy moment obrotowy | 870 Nm przy 1200 - 1500 obr./min. | 1150 Nm przy 1000-1400 obr./min. | (brak) | (brak) |
| Norma emisji spalin        | (brak) | Euro 1 | (brak) | Euro 1 |
| Liczba miejsc              | 53-57 siedzących i 40 stojących | 53-57 siedzących i 40 stojących | 53-57 siedzących i 40 stojących | 53-57 siedzących i 40 stojących |
| Drzwi                      | Drzwi posiadają przyciski do otwierania na przystankach; Zabezpieczenie przed przytrzaśnięciem zarówno w kierunku otwierania, jak i zamykania. | Drzwi posiadają przyciski do otwierania na przystankach; Zabezpieczenie przed przytrzaśnięciem zarówno w kierunku otwierania, jak i zamykania. | Drzwi posiadają przyciski do otwierania na przystankach; Zabezpieczenie przed przytrzaśnięciem zarówno w kierunku otwierania, jak i zamykania. | Drzwi posiadają przyciski do otwierania na przystankach; Zabezpieczenie przed przytrzaśnięciem zarówno w kierunku otwierania, jak i zamykania. |
| Stanowisko kierowcy        | Schowki, Przygotowanie do stanowiska kasowego do sprzedaży i kontroli biletów; Miejsce pracy kierowcy oddzielone od przedziału pasażerskiego półkabiną; Regulacja kolumny kierowniczej w pionie i poziomie; Hydrauliczny fotel kierowcy z regulacją w pionie i poziomie; Indywidualna regulacja temperatury klimatyzacji w kabinie kierowcy niezależnie od przedziału pasażerskiego; Nawiewy; Elektryczne ogrzewanie szyby kierowcy; Jednoczęściowa przednia szyba i szerokie szyby boczne; Duże lusterka do obserwacji wnętrza i ruchu za pojazdem. | Schowki, Przygotowanie do stanowiska kasowego do sprzedaży i kontroli biletów; Miejsce pracy kierowcy oddzielone od przedziału pasażerskiego półkabiną; Regulacja kolumny kierowniczej w pionie i poziomie; Hydrauliczny fotel kierowcy z regulacją w pionie i poziomie; Indywidualna regulacja temperatury klimatyzacji w kabinie kierowcy niezależnie od przedziału pasażerskiego; Nawiewy; Elektryczne ogrzewanie szyby kierowcy; Jednoczęściowa przednia szyba i szerokie szyby boczne; Duże lusterka do obserwacji wnętrza i ruchu za pojazdem. | Schowki, Przygotowanie do stanowiska kasowego do sprzedaży i kontroli biletów; Miejsce pracy kierowcy oddzielone od przedziału pasażerskiego półkabiną; Regulacja kolumny kierowniczej w pionie i poziomie; Hydrauliczny fotel kierowcy z regulacją w pionie i poziomie; Indywidualna regulacja temperatury klimatyzacji w kabinie kierowcy niezależnie od przedziału pasażerskiego; Nawiewy; Elektryczne ogrzewanie szyby kierowcy; Jednoczęściowa przednia szyba i szerokie szyby boczne; Duże lusterka do obserwacji wnętrza i ruchu za pojazdem. | Schowki, Przygotowanie do stanowiska kasowego do sprzedaży i kontroli biletów; Miejsce pracy kierowcy oddzielone od przedziału pasażerskiego półkabiną; Regulacja kolumny kierowniczej w pionie i poziomie; Hydrauliczny fotel kierowcy z regulacją w pionie i poziomie; Indywidualna regulacja temperatury klimatyzacji w kabinie kierowcy niezależnie od przedziału pasażerskiego; Nawiewy; Elektryczne ogrzewanie szyby kierowcy; Jednoczęściowa przednia szyba i szerokie szyby boczne; Duże lusterka do obserwacji wnętrza i ruchu za pojazdem. |
| Przestrzeń pasażerska      | Uchwyty przy przejściu; Przyciemniane szyby; Uchylane okna i okna dachowe; Półki bagażowe po obu stronach pojazdu; Haczyki na ubrania zamontowane na słupkach okiennych; System zatrzymania na żądanie z sześcioma przyciskami "STOP" na żądanie oraz system znaków stop | Uchwyty przy przejściu; Przyciemniane szyby; Uchylane okna i okna dachowe; Półki bagażowe po obu stronach pojazdu; Haczyki na ubrania zamontowane na słupkach okiennych; System zatrzymania na żądanie z sześcioma przyciskami "STOP" na żądanie oraz system znaków stop | Uchwyty przy przejściu; Przyciemniane szyby; Uchylane okna i okna dachowe; Półki bagażowe po obu stronach pojazdu; Haczyki na ubrania zamontowane na słupkach okiennych; System zatrzymania na żądanie z sześcioma przyciskami "STOP" na żądanie oraz system znaków stop | Uchwyty przy przejściu; Przyciemniane szyby; Uchylane okna i okna dachowe; Półki bagażowe po obu stronach pojazdu; Haczyki na ubrania zamontowane na słupkach okiennych; System zatrzymania na żądanie z sześcioma przyciskami "STOP" na żądanie oraz system znaków stop |
| Fotele                     | Ergonomiczna konstrukcja z podparciem lędźwiowym; Kubełkowe, Kolorowa, welurowa tapicerka | Ergonomiczna konstrukcja z podparciem lędźwiowym; Kubełkowe, Kolorowa, welurowa tapicerka | Ergonomiczna konstrukcja z podparciem lędźwiowym; Kubełkowe, Kolorowa, welurowa tapicerka | Ergonomiczna konstrukcja z podparciem lędźwiowym; Kubełkowe, Kolorowa, welurowa tapicerka |
| Ogrzewanie                 | Klimatyzacja; Trzy grzejniki; Podgrzewacz płynu chłodzącego dostarcza do układu ogrzewania niezbędne ciepło jeszcze przed rozpoczęciem podróży; | Klimatyzacja; Trzy grzejniki; Podgrzewacz płynu chłodzącego dostarcza do układu ogrzewania niezbędne ciepło jeszcze przed rozpoczęciem podróży; | Klimatyzacja; Trzy grzejniki; Podgrzewacz płynu chłodzącego dostarcza do układu ogrzewania niezbędne ciepło jeszcze przed rozpoczęciem podróży; | Klimatyzacja; Trzy grzejniki; Podgrzewacz płynu chłodzącego dostarcza do układu ogrzewania niezbędne ciepło jeszcze przed rozpoczęciem podróży; |
| Wyposażenie                | Wyświetlacz celu podróży z przodu, w postaci przewijanej tablicy umieszczonej za przednią szybą (w ÜL 272 opcjonalnie zastępowany wyświetlaczem elektronicznym). Dwa wyświetlacze numeru trasy po prawej stronie i z tyłu (w ÜL 272 elektryczne); Wzmocniona tylna część pojazdu do montażu stelaża na narty; System rozruchu płomieniowego do pracy w warunkach niskich temperatur; Webasto | Wyświetlacz celu podróży z przodu, w postaci przewijanej tablicy umieszczonej za przednią szybą (w ÜL 272 opcjonalnie zastępowany wyświetlaczem elektronicznym). Dwa wyświetlacze numeru trasy po prawej stronie i z tyłu (w ÜL 272 elektryczne); Wzmocniona tylna część pojazdu do montażu stelaża na narty; System rozruchu płomieniowego do pracy w warunkach niskich temperatur; Webasto | Wyświetlacz celu podróży z przodu, w postaci przewijanej tablicy umieszczonej za przednią szybą (w ÜL 272 opcjonalnie zastępowany wyświetlaczem elektronicznym). Dwa wyświetlacze numeru trasy po prawej stronie i z tyłu (w ÜL 272 elektryczne); Wzmocniona tylna część pojazdu do montażu stelaża na narty; System rozruchu płomieniowego do pracy w warunkach niskich temperatur; Webasto | Wyświetlacz celu podróży z przodu, w postaci przewijanej tablicy umieszczonej za przednią szybą (w ÜL 272 opcjonalnie zastępowany wyświetlaczem elektronicznym). Dwa wyświetlacze numeru trasy po prawej stronie i z tyłu (w ÜL 272 elektryczne); Wzmocniona tylna część pojazdu do montażu stelaża na narty; System rozruchu płomieniowego do pracy w warunkach niskich temperatur; Webasto |
| Zawieszenie                | Pełne zawieszenie pneumatyczne; Zawory poziomu; System „przyklęku” za pomocą sprężyny pneumatycznej, który umożliwia obniżenie prawej strony autobusu; Przód: dwa miechy powietrzne Tył: cztery miechy powietrzne | Pełne zawieszenie pneumatyczne; Zawory poziomu; System „przyklęku” za pomocą sprężyny pneumatycznej, który umożliwia obniżenie prawej strony autobusu; Przód: dwa miechy powietrzne Tył: cztery miechy powietrzne | Pełne zawieszenie pneumatyczne; Zawory poziomu; System „przyklęku” za pomocą sprężyny pneumatycznej, który umożliwia obniżenie prawej strony autobusu; Przód: dwa miechy powietrzne Tył: cztery miechy powietrzne | Pełne zawieszenie pneumatyczne; Zawory poziomu; System „przyklęku” za pomocą sprężyny pneumatycznej, który umożliwia obniżenie prawej strony autobusu; Przód: dwa miechy powietrzne Tył: cztery miechy powietrzne |

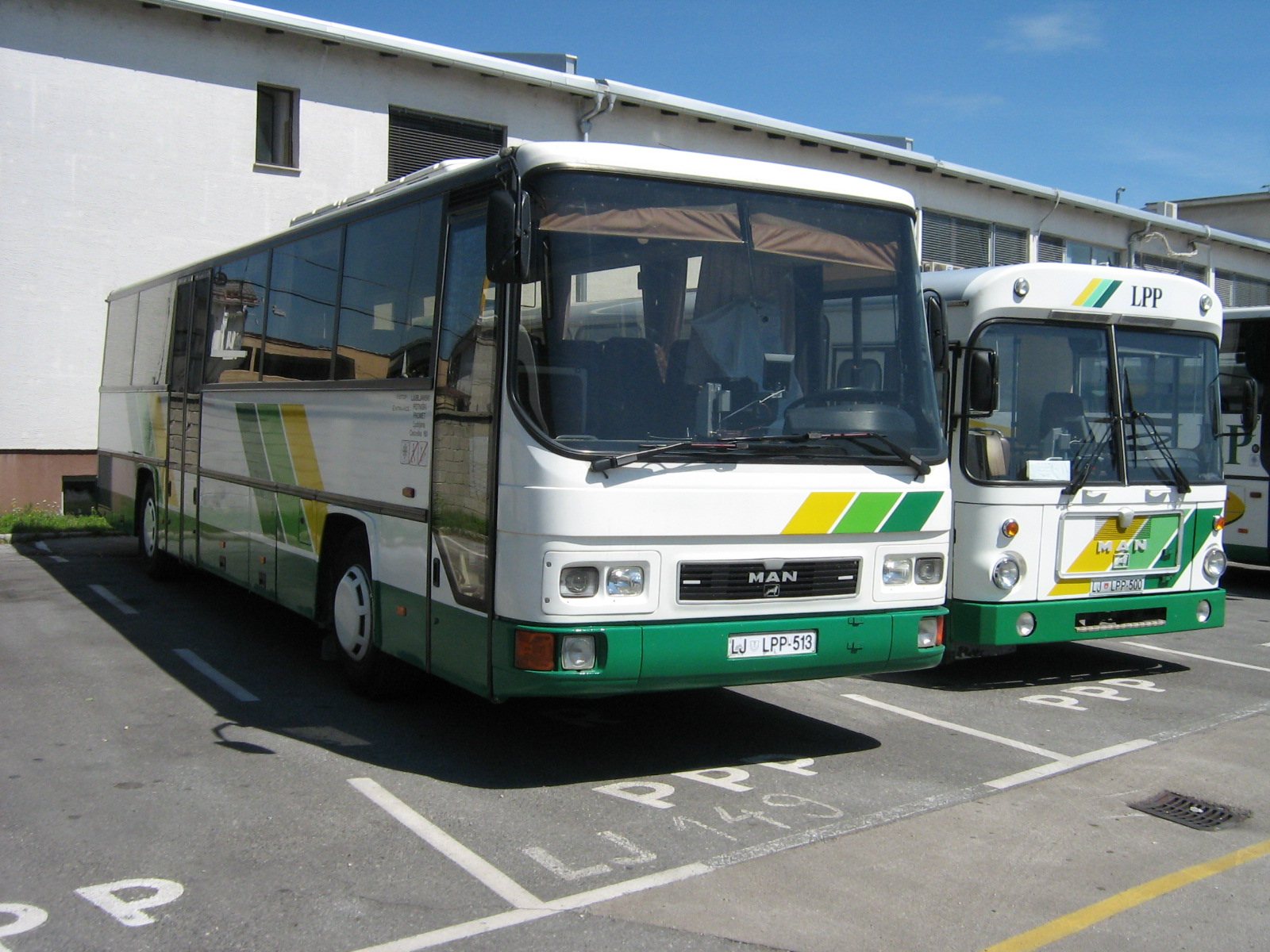
MAN ÜL 312 (po lewej)

| Hamulce                    | ABS i czteroobwodowy zawór bezpieczeństwa; Przewody hamulcowe ze stali nierdzewnej do stref narażonych na wysokie temperatury. | ABS i czteroobwodowy zawór bezpieczeństwa; Przewody hamulcowe ze stali nierdzewnej do stref narażonych na wysokie temperatury. | ABS i czteroobwodowy zawór bezpieczeństwa; Przewody hamulcowe ze stali nierdzewnej do stref narażonych na wysokie temperatury. | ABS i czteroobwodowy zawór bezpieczeństwa; Przewody hamulcowe ze stali nierdzewnej do stref narażonych na wysokie temperatury. |
| Bagażnik                   | 6 m³; wysokość bagażnika: 670 mm | 6 m³; wysokość bagażnika: 670 mm | 6 m³; wysokość bagażnika: 670 mm | 6 m³; wysokość bagażnika: 670 mm |